# Liste des codes ISO 639-5
Ceci est la liste des codes ISO 639-5 de groupes ou familles de langues. Les codes marqués avec l’étendue « r » ou « g » sont également inclus dans l’ISO 639-2 : ceux d’étendue « r » désignent des groupes résiduels (dont sont exclus les autres langues individuelles ou groupes de langues déjà codées dans une des versions de l’ISO 639-2) dont la définition change dans l’ISO 639-5 pour devenir inclusifs (sans exception), ceux d’étendue «g » sont des groupes normaux (inclusifs) dont la signification n’est pas modifiée dans l’ISO 639-5.
La liste actuelle comprend 114 codes.
| Indicatif ISO 639-5 | Nom usuel en français dans Wikipédia      | Nom ISO 639-5 en français                   | Nom ISO 639-5 en anglais              | Étendue ISO 639-2    | Hiérarchie                  |
| ------------------- | ----------------------------------------- | ------------------------------------------- | ------------------------------------- | -------------------- | --------------------------- |
| aav                 | langues austro-asiatiques                 | austro-asiatiques, langues                  | Austro-Asiatic languages              |                      | aav                         |
| afa                 | langues afro-asiatiques                   | afro-asiatiques, langues                    | Afro-Asiatic languages                | r                    | afa                         |
| alg                 | langues algonquiennes                     | algonquines, langues                        | Algonquian languages                  | g                    | nai : aql : alg             |
| alv                 | langues atlantico-congolaises             | atlantique-congo, langues                   | Atlantic-Congo languages              |                      | nic : alv                   |
| apa                 | langues apaches                           | apaches, langues                            | Apache languages                      | g                    | nai : xnd : ath : apa       |
| aqa                 | langues alakalufanes                      | alacalufanes, langues                       | Alacalufan languages                  |                      | sai : aqa                   |
| aql                 | langues algiques                          | algiques, langues                           | Algic languages                       |                      | nai : aql                   |
| art                 | langues artificielles                     | artificielles, langues                      | Artificial languages                  | r                    | art                         |
| ath                 | langues athapascanes                      | athapascanes, langues                       | Athapascan languages                  | g                    | nai : xnd : ath             |
| auf                 | langues arawanes                          | arauanes, langues                           | Arauan languages                      |                      | sai : awd : auf             |
| aus                 | langues aborigènes d'Australie            | australiennes, langues                      | Australian languages                  | g                    | aus                         |
| awd                 | langues arawakiennes                      | arawak, langues                             | Arawakan languages                    |                      | sai : awd                   |
| azc                 | langues uto-aztèques                      | uto-aztèques, langues                       | Uto-Aztecan languages                 |                      | nai : azc                   |
| bad                 | langues bandas                            | bandas, langues                             | Banda languages                       | g                    | nic : alv : bad             |
| bai                 | langues bamilékées                        | bamiléké, langues                           | Bamileke languages                    | g                    | nic : alv : bai             |
| bat                 | langues baltes                            | baltes, langues                             | Baltic languages                      | r                    | ine : bat                   |
| ber                 | langues berbères                          | berbères, langues                           | Berber languages                      | r                    | afa : ber                   |
| bih                 | ''no group defined''                      | nom français ISO 639-5 du groupe non défini | 'no group defined'                    | relation non définie | hiérarchie non définiebih   |
| bnt                 | langues bantoues                          | bantoues, langues                           | Bantu languages                       | r                    | nic : alv : bnt             |
| btk                 | langues batak                             | batak, langues                              | Batak languages                       | g                    | map : poz : pqw : btk       |
| cai                 | langues amérindiennes centrales           | indiennes d’Amérique centrale, langues      | Central American Indian languages     | r                    | cai                         |
| car                 | langues caribes                           | caribes, langues                            | Carib languages                       | g                    | car                         |
| cau                 | langues caucasiennes                      | caucasiennes, langues                       | Caucasian languages                   | r                    | cau                         |
| cba                 | langues chibchanes                        | chibchas, langues                           | Chibchan languages                    |                      | sai : cba                   |
| ccn                 | langues caucasiennes du Nord              | caucasiennes du Nord, langues               | North Caucasian languages             |                      | cau : ccn                   |
| ccs                 | langues kartvéliennes                     | caucasiennes du Sud, langues                | South Caucasian languages             |                      | cau : ccs                   |
| cdc                 | langues tchadiques                        | tchadiques, langues                         | Chadic languages                      |                      | afa : cdc                   |
| cdd                 | langues caddoanes                         | caddoanes, langues                          | Caddoan languages                     |                      | nai : cdd                   |
| cel                 | langues celtiques                         | celtiques, langues                          | Celtic languages                      | r                    | ine : cel                   |
| cmc                 | langues chamiques                         | chames, langues                             | Chamic languages                      | g                    | map : poz : pqw : cmc       |
| cpe                 | créoles et pidgins de l’anglais           | créoles et pidgins anglais                  | Creoles and pidgins, English-based    | r                    | crp : cpe                   |
| cpf                 | créoles et pidgins du français            | créoles et pidgins français                 | Creoles and pidgins, French-based     | r                    | crp : cpf                   |
| cpp                 | créoles et pidgins portugais              | créoles et pidgins portugais                | Creoles and pidgins, Portuguese-based | r                    | crp : cpp                   |
| crp                 | créoles et pidgins                        | créoles et pidgins                          | Creoles and pidgins                   | r                    | crp                         |
| csu                 | langues soudaniques centrales             | soudaniques centrales, langues              | Central Sudanic languages             |                      | ssa : csu                   |
| cus                 | langues couchitiques                      | couchitiques, langues                       | Cushitic languages                    | r                    | afa : cus                   |
| day                 | ''no group defined''                      | nom français ISO 639-5 du groupe non défini | 'no group defined'                    | relation non définie | hiérarchie non définieday   |
| dmn                 | langues mandées                           | mandé, langues                              | Mande languages                       |                      | nic : dmn                   |
| dra                 | langues dravidiennes                      | dravidiennes, langues                       | Dravidian languages                   | r                    | dra                         |
| egx                 | langues égyptiennes                       | égyptiennes, langues                        | Egyptian languages                    |                      | afa : egx                   |
| esx                 | langues eskimo-aléoutes                   | esquimaudes-aléoutiennes, langues           | Eskimo-Aleut languages                |                      | esx                         |
| euq                 | langue basque                             | basque (famille)                            | Basque (family)                       |                      | euq                         |
| fiu                 | langues finno-ougriennes                  | finno-ougriennes, langues                   | Finno-Ugrian languages                | r                    | urj : fiu                   |
| fox                 | langues formosanes                        | formosanes, langues                         | Formosan languages                    |                      | map : fox                   |
| gem                 | langues germaniques                       | germaniques, langues                        | Germanic languages                    | r                    | ine : gem                   |
| gme                 | langues germaniques orientales            | germaniques orientales, langues             | East Germanic languages               |                      | ine : gem : gme             |
| gmq                 | langues germaniques septentrionales       | germaniques septentrionales, langues        | North Germanic languages              |                      | ine : gem : gmq             |
| gmw                 | langues germaniques occidentales          | germaniques occidentales, langues           | West Germanic languages               |                      | ine : gem : gmw             |
| grk                 | langues grecques                          | grecques, langues                           | Greek languages                       |                      | ine : grk                   |
| hmx                 | langues hmong-mien                        | hmong-mien, langues                         | Hmong-Mien languages                  |                      | hmx                         |
| hok                 | langues hokanes                           | hoka, langues                               | Hokan languages                       |                      | nai : hok                   |
| hyx                 | langue arménienne                         | arménien (famille)                          | Armenian (family)                     |                      | ine : hyx                   |
| iir                 | langues indo-iraniennes                   | indo-iraniennes, langues                    | Indo-Iranian languages                |                      | ine : iir                   |
| ijo                 | langues ijos                              | ijo, langues                                | Ijo languages                         | g                    | nic : alv : ijo             |
| inc                 | langues indo-aryennes                     | indiques, langues                           | Indic languages                       | r                    | ine : iir : inc             |
| ine                 | langues indo-européennes                  | indo-européennes, langues                   | Indo-European languages               | r                    | ine                         |
| ira                 | langues iraniennes                        | iraniennes, langues                         | Iranian languages                     | r                    | ine : iir : ira             |
| iro                 | langues iroquoiennes                      | iroquoises, langues                         | Iroquoian languages                   | g                    | nai : iro                   |
| itc                 | langues italiques                         | italiques, langues                          | Italic languages                      |                      | ine : itc                   |
| jpx                 | langues japonaises                        | japonais (famille)                          | Japanese (family)                     |                      | jpx                         |
| kar                 | langues karens                            | karen, langues                              | Karen languages                       | g                    | sit : tbq : kar             |
| kdo                 | langues kordofaniennes                    | kordofaniennes, langues                     | Kordofanian languages                 |                      | nic : kdo                   |
| khi                 | langues khoïsan                           | khoïsan, langues                            | Khoisan languages                     | r                    | khi                         |
| kro                 | langues kru                               | krou, langues                               | Kru languages                         | g                    | nic : alv : kro             |
| map                 | langues austronésiennes                   | austronésiennes, langues                    | Austronesian languages                | r                    | map                         |
| mkh                 | langues môn-khmères                       | môn-khmer, langues                          | Mon-Khmer languages                   | r                    | aav : mkh                   |
| mno                 | langues manobo                            | manobo, langues                             | Manobo languages                      | g                    | map : poz : pqw : phi : mno |
| mun                 | langues munda                             | mounda, langues                             | Munda languages                       | g                    | aav : mun                   |
| myn                 | langues mayas                             | mayas, langues                              | Mayan languages                       | g                    | cai : myn                   |
| nah                 | langues nahuatles                         | nahuatl, langues                            | Nahuatl languages                     | g                    | nai : azc : nah             |
| nai                 | langues amérindiennes du Nord             | indiennes d’Amérique du Nord, langues       | North American Indian languages       | r                    | nai                         |
| ngf                 | langues de Trans-Nouvelle-Guinée          | trans-nouvelle-guinée, langues              | Trans New Guinea                      |                      | ngf                         |
| nic                 | langues nigéro-kordofaniennes             | nigéro-kordofaniennes, langues              | Niger-Kordofanian languages           | r                    | nic                         |
| nub                 | langues nubiennes                         | nubiennes, langues                          | Nubian languages                      | g                    | ssa : sdv : nub             |
| omq                 | langues oto-mangues                       | otomangue, langues                          | Oto-Manguean languages                |                      | cai : omq                   |
| omv                 | langues omotiques                         | omotiques, langues                          | Omotic languages                      |                      | afa : omv                   |
| oto                 | langues otomies                           | otomi, langues                              | Otomian languages                     | g                    | cai : omq : oto             |
| paa                 | langues papoues                           | papoues, langues                            | Papuan languages                      | r                    | ngf : paa                   |
| phi                 | langues philippines                       | philippines, langues                        | Philippine languages                  | r                    | map : poz : pqw : phi       |
| plf                 | langues malayo-polynésiennes centrales    | malayo-polynésiennes centrales, langues     | Central Malayo-Polynesian languages   |                      | map : poz : plf             |
| poz                 | langues malayo-polynésiennes              | malayo-polynésiennes, langues               | Malayo-Polynesian languages           |                      | map : poz                   |
| pqe                 | langues malayo-polynésiennes orientales   | malayo-polynésiennes orientales, langues    | Eastern Malayo-Polynesian languages   |                      | map : poz : pqe             |
| pqw                 | langues malayo-polynésiennes occidentales | malayo-polynésiennes occidentales, langues  | Western Malayo-Polynesian languages   |                      | map : poz : pqw             |
| pra                 | prakrit                                   | prâkrits, langues                           | Prakrit languages                     | g                    | ine : iir : inc : pra       |
| qwe                 | quechua                                   | quechua (famille)                           | Quechuan (family)                     |                      | sai : qwe                   |
| roa                 | langues romanes                           | romanes, langues                            | Romance languages                     | r                    | ine : itc : roa             |
| sai                 | langues amérindiennes du Sud              | indiennes d’Amérique centrale, langues      | South American Indian languages       | r                    | sai                         |
| sal                 | langues salish                            | salish, langues                             | Salishan languages                    | g                    | nai : sal                   |
| sdv                 | langues soudaniques orientales            | soudaniques orientales, langues             | Eastern Sudanic languages             |                      | ssa : sdv                   |
| sem                 | langues sémitiques                        | sémitiques, langues                         | Semitic languages                     | r                    | afa : sem                   |
| sgn                 | langues des signes                        | langues des signes                          | sign languages                        | g                    | sgn                         |
| sio                 | langues siouanes                          | sioux, langues                              | Siouan languages                      | g                    | nai : sio                   |
| sit                 | langues sino-tibétaines                   | sino-tibétaines, langues                    | Sino-Tibetan languages                | r                    | sit                         |
| sla                 | langues slaves                            | slaves, langues                             | Slavic languages                      | r                    | ine : sla                   |
| smi                 | langues sames                             | sames, langues                              | Sami languages                        | r                    | urj : fiu : smi             |
| son                 | langues songhaï                           | songhai, langues                            | Songhai languages                     | g                    | ssa : son                   |
| sqj                 | langues albanaises                        | albanaises, langues                         | Albanian languages                    |                      | ine : sqj                   |
| ssa                 | langues nilo-sahariennes                  | nilo-sahariennes, langues                   | Nilo-Saharan languages                | r                    | ssa                         |
| syd                 | langues samoyèdes                         | samoyèdes, langues                          | Samoyedic languages                   |                      | urj : syd                   |
| tai                 | langues tai                               | tai, langues                                | Tai languages                         | r                    | tai                         |
| tbq                 | langues tibéto-birmanes                   | tibéto-burmanes, langues                    | Tibeto-Burman languages               |                      | sit : tbq                   |
| trk                 | langues turques                           | turques, langues                            | Turkic languages                      |                      | tut : trk                   |
| tup                 | langues tupi                              | tupi, langues                               | Tupi languages                        | g                    | sai : tup                   |
| tut                 | langues altaïques                         | altaïques, langues                          | Altaic languages                      | r                    | tut                         |
| tuw                 | langues toungouses                        | toungouses, langues                         | Tungus languages                      |                      | tut : tuw                   |
| urj                 | langues ouraliennes                       | ouraliennes, langues                        | Uralic languages                      |                      | urj                         |
| wak                 | langues wakashanes                        | wakashennes, langues                        | Wakashan languages                    | g                    | nai : wak                   |
| wen                 | sorabe                                    | sorabes, langues                            | Sorbian languages                     | g                    | ine : sla : zlw : wen       |
| xgn                 | langues mongoles                          | mongoles, langues                           | Mongolian languages                   |                      | tut : xgn                   |
| xnd                 | langues na-dené                           | na-déné, langues                            | Na-Dene languages                     |                      | nai : xnd                   |
| ypk                 | langues yupik                             | yupik, langues                              | Yupik languages                       | g                    | esx : ypk                   |
| zhx                 | langues chinoises                         | chinois (famille)                           | Chinese (family)                      |                      | sit : zhx                   |
| zle                 | langues slaves orientales                 | slaves orientales, langues                  | East Slavic languages                 |                      | ine : sla : zle             |
| zls                 | langues slaves méridionales               | slaves méridionales, langues                | South Slavic languages                |                      | ine : sla : zls             |
| zlw                 | langues slaves occidentales               | slaves occidentales, langues                | West Slavic languages                 |                      | ine : sla : zlw             |
| znd                 | langues zandées                           | zandé, langues                              | Zande languages                       | g                    | nic : alv : znd             |